# Friedensfilmpreis (Berlinale)

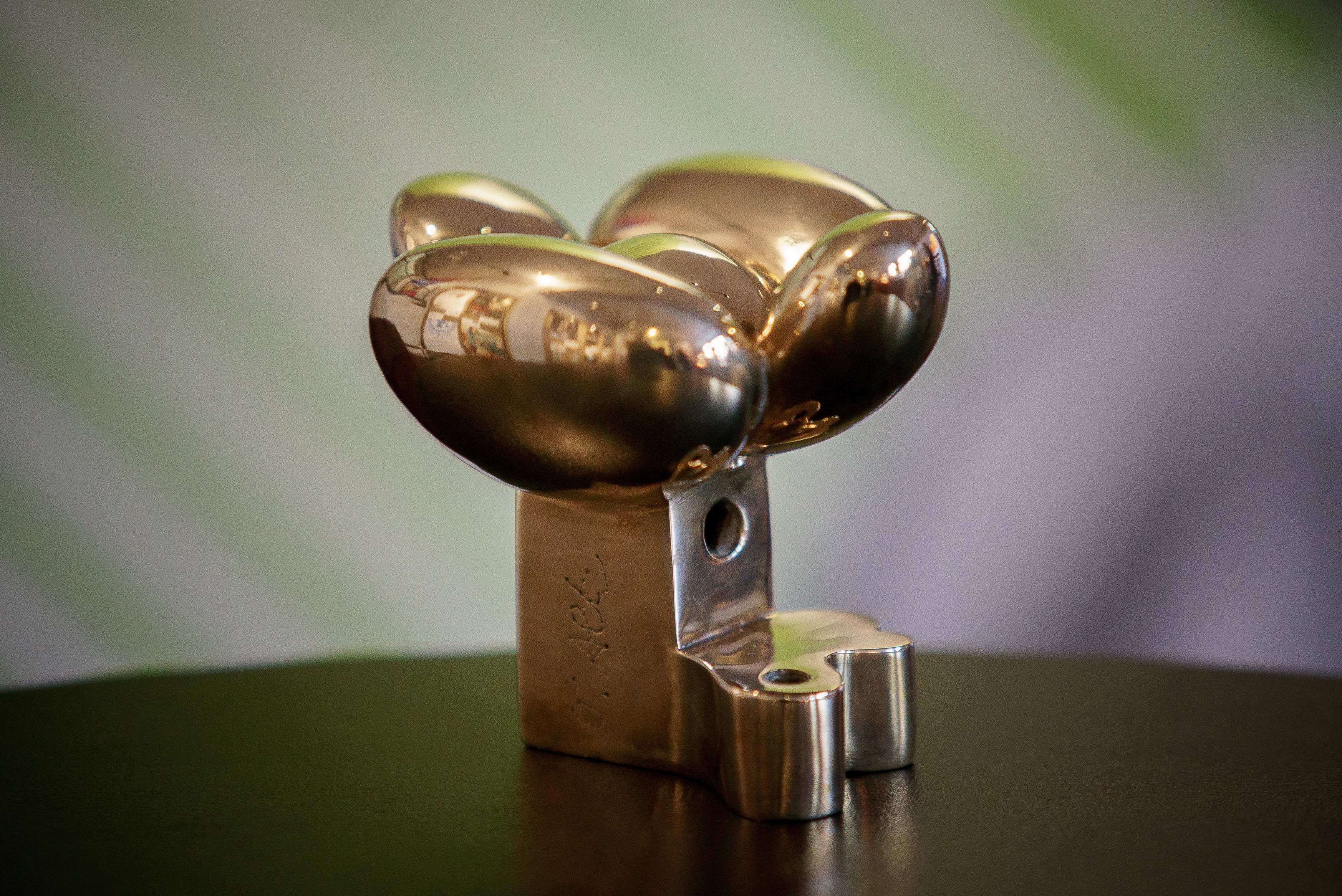
Die Bronzeplastik des Friedensfilmpreises, entworfen von Otmar Alt

Der Friedensfilmpreis wird seit 1986 jährlich als Sonderpreis auf der Berlinale von einer unabhängigen Jury verliehen.

## Geschichte
Anlässlich des 1986 von der UNO ausgerufenen Internationalen Jahres des Friedens initiierte die Berliner Kampagne „Unsere Stadt gegen Atomwaffen“ den Friedensfilmpreis. Er sollte einen im Programm der Berlinale gezeigten Film auszeichnen, der „am stärksten den Zielsetzungen des UNO-Friedensjahres entspricht“. Erstmals wurde der Preis unter der Schirmherrschaft von Altbischof Kurt Scharf an den australischen Dokumentarfilmer Denis O’Rourke für seinen Film Half Life: A Parable for the Nuclear Age vergeben. Der Film lief im „Forum“ der Berlinale.
Der Friedensfilmpreis wird jährlich in Form einer Bronzeplastik verliehen und ist mit 5000 Euro dotiert. Er geht an Filme „die durch eine eindringliche Friedensbotschaft und ästhetische Umsetzung des Filmthemas überzeugen.“ Träger des Friedensfilmpreises sind die Heinrich-Böll-Stiftung, die das Preisgeld stiftet, der Weltfriedensdienst e. V. und die Friedensinitiative Zehlendorf. Die Schirmherrschaft liegt bei der Internationalen Vereinigung der Ärzte für die Verhütung des Atomkriegs. Die unabhängige Jury besteht aus sieben Mitgliedern, die Filme aus allen Sektionen sichten.

## Kontroverse 2013
Die Vergabe 2013 an den dänisch-palästinensischen Regisseur Mahdi Fleifel für seinen Dokumentarfilm A World Not Ours über den Alltag von Palästinensern in einem libanesischen Flüchtlingslager löste Kontroversen aus. Das American Jewish Committee in Deutschland kritisierte die Entscheidung: Wer Israel das Existenzrecht aberkennt, diene nicht als Vorbild für den Frieden. Nach antiisraelischen Äußerungen des Regisseurs distanzierte sich die Heinrich-Böll-Stiftung von der Preisvergabe.

## Preisträger
Diese Filme wurden bisher mit dem Preis ausgezeichnet:
- 1986: Half Life von Dennis O’Rourke
- 1987: Joe Polowsky – Ein amerikanischer Träumer von Wolfgang Pfeiffer
- 1988: Signed: Lino Brocka von Christian Blackwood
- 1989: Hôtel Terminus: Zeit und Leben des Klaus Barbie von Marcel Ophüls
- 1990: Mein Krieg von Harriet Eder und Thomas Kufus
- 1991: Alicia im Ort der Wunder von Daniel Díaz Torres
- 1992: Rodina heißt Heimat von Helga Reidemeister
- 1993: Madame L’Eau von Jean Rouch
- 1994: Spielfilm: God Sobaki – Das Jahr des Hundes von Semjon Aranowitsch; Dokumentarfilm: Balagan von Andres Veiel
- 1995: Er nannte sich Hohenstein / Drei Frauen aus Poddembice von Hans-Dieter Grabe
- 1996: Nachforschungen über Jacobo Arbenz Guzmán von Andreas Hoessli
- 1997: Nach Saison von Mirjam Quinte und Pepe Danquart
- 1998: W toj stranje – In jenem Land von Lidija Bobrowa
- 1999: Reise zur Sonne von Yeşim Ustaoğlu
- 2000: Long Night’s Journey Into Day von Frances Reid und Deborah Hoffmann
- 2001: Vivre Après – Paroles des Femmes von Laurent Bécue-Renard
- 2002: August – A Moment Before the Eruption von Avi Mograbi
- 2003: In This World – Aufbruch ins Ungewisse von Michael Winterbottom
- 2004: Svjedoci – Die Zeugen von Vinko Brešan
- 2005: Schildkröten können fliegen von Bahman Ghobadi
- 2006: Esmas Geheimnis – Grbavica von Jasmila Žbanić
- 2007: Goodbye Bafana von Bille August
- 2008: Buda az scharm foru rikht – Buddha zerfiel vor Scham von Hana Makhmalbaf
- 2009: The Messenger – Die letzte Nachricht von Oren Moverman
- 2010: Son of Babylon von Mohamed Al-Daradji
- 2011: Jutro będzie lepiej – Morgen wird alles besser von Dorota Kedzierzawska
- 2012: Just the Wind von Bence Fliegauf
- 2013: A World Not Ours von Mahdi Fleifel
- 2014: We Come as Friends von Hubert Sauper
- 2015: The Look of Silence von Joshua Oppenheimer
- 2016: Makhdoumin von Maher Abi Samra
- 2017: El Pacto de Adriana von Lissette Orozco
- 2018: The Silence of Others von Almudena Carracedo und Robert Bahar
- 2019: Espero tua (Re)volta von Eliza Capai
- 2020: Los Lobos von Samuel Kishi Leopo
- 2023: Sieben Winter in Teheran von Steffi Niederzoll
- 2024: Favoriten von Ruth Beckermann[10]
- 2025: Khartoum von Anas Saeed[11]